# Metropolia Palmas
Metropolia Palmas – metropolia Kościoła rzymskokatolickiego w Brazylii. Składa się z metropolitalnej archidiecezji Palmas oraz trzech diecezji i prałatury terytorialnej. Została erygowana 27 marca 1996 r. konstytucją apostolską Maiori spirituali bono papieża Jana Pawła II. Od 2010 r. godność arcybiskupa metropolity sprawuje abp Pedro Brito Guimarães.
W skład metropolii wchodzą:
- Archidiecezja Palmas
  - Diecezja Araguaína
  - Diecezja Cristalândia
  - Diecezja Miracema do Tocantins
  - Diecezja Porto Nacional
  - Diecezja Tocantinópolis

Prowincja kościelna Palmas wraz z metropoliami Brasília i Goiânia tworzą region kościelny Centro-Oeste, zwany też regionem Goiás, Distrito Federal e Tocantins.

## Metropolici
- Alberto Taveira Corrêa (1996 – 2009)
- Pedro Brito Guimarães (od 2010)